# シコルスキー S-20
シコルスキー S-20
- 設計者：イーゴリ・シコールスキイ[1]
- 製造者：
- 運用者：ロシア帝国[1]
- 初飛行：1916年[2]
- 生産数：5[1]または6機[2]
- 退役：1920年[1]

シコルスキー S-20（英語: Sikorsky S-20、ロシア語: Сикорский С-20）は、ロシア帝国で開発された単発複葉戦闘機。

## 概要
第一次世界大戦中に開発された単発の単座複葉機で、設計には同じ工場でライセンス生産されていたフランスのニューポール17戦闘機の影響がみられる。エンジンは、最初の2機には100馬力のノーム モノスパを搭載していたが、3機目以降は120馬力のル・ローン9Jbを搭載した。
1916年9月に完成し、同年に初飛行した。ニューポール17よりも最大速度で13km/h上回るなど優れた性能を示し、東部戦線で最優の戦闘機であったが、設計者のイーゴリ・シコールスキイがより有用なイリヤー・ムーロメツ爆撃機に集中できるよう、生産は5機ないし6機に留まった。1920年までに全機が退役した。

## 要目
- 乗員：1名[1]
- 全長：6.5 m[1]
- 全幅：8.6 ｍ[1]
- エンジン：モノスパ（100馬力）またはル・ローン9Jb（120馬力）×1基[1]
- 最大速度：190 km/h[1]
- 重量：750 kg[1]